# 양재희 (희극인)
양재희(1975년 11월 19일 ~)는 대한민국의 개그우먼이다.

## 생애
양재희는 1975년 11월 19일 ~ 1남 1녀 중 장녀로 태어났다.

## 가족
- 1남 1녀 중 장녀

## 경력
- kbs 13기 공채 개그맨

## 출연 작품
- KBS 《코미디 세상만사》에서 「남편은 배짱이」가 데뷔작으로, 유재석, 김수용 등과 함께 출연했다. 김수용의 못생긴 아내역으로 없어서는 안될 감초연기를 했다.
- MBC 《논스톱 4》
- MBC 《안녕, 프란체스카》
- KBS N joy - 《엔터테이너스》 - 시크릿 가든 - '스타, 연인에 대한 집착'
- MBC 《역적 : 백성을 훔친 도적》
- OCN 《특수사건 전담반 TEN 2》 - 일식집 사장 역

### 유행어
"~아니겠~어요?"가 그녀가 보여주는 유행어.